# 吉村正裕
吉村 正裕（よしむら まさひろ、1972年 - ）は、京都市伏見区出身の実業家。
吉村酒造（株）代表取締役会長（蔵元）・（株）サイバーアシスト 代表取締役社長・（株）ハイフィット 代表取締役社長。
東海大学開発工学部生物工学科卒業（第1期・松橋通生研究室）。

## 経歴
2000年 - 株式会社サイバーアシスト　代表取締役社長 就任
2001年 - 吉村酒造株式会社 代表取締役社長 就任
2008年 - 株式会社ハイフィット 代表取締役社長 就任
2014年 - 一般社団法人イーコマース事業協会 理事 就任
2014年 - 独立行政法人 中小企業基盤整備機構 販路開拓支援アドバイザー 就任 
2015年 - 独立行政法人 中小企業基盤整備機構 近畿本部 経営支援アドバイザー 就任
2016年 - 吉村酒造株式会社 取締役会長 就任
2016年 - 一般社団法人イーコマース事業協会 副理事長 就任
2018年 - 一般社団法人イーコマース事業協会 理事長 就任
2020年‐ 一般社団法人イーコマース事業協会 会長 就任

## 人物
- インターネット草創期の1996年頃から蔵元ブログ（酒蔵日記）を執筆しており、一時期は社長ブログ・酒蔵ブログの草分け的な存在の1人とされた。（当時のブログは現在、閉鎖されている）

- なお吉村家は伏見城の廃城に携り、後に伏見奉行支配の庄屋を勤めた家系としてもしられる。

- 実兄は京都災害ボランティアネット　理事長の吉村雄之祐。

## ブログ
- 自身の公式ブログは、2005年の『人気ブログ・ランキング200』の社長ブログ部門で17位に入っている。